# Audata
Audata (in greco antico: Αὐδάτη?, Audàte; Illiria, IV secolo a.C. – ...) è stata una principessa illira, prima moglie del re di Macedonia Filippo II.

## Biografia
Secondo la testimonianza di Ateneo, che a sua volta cita Satiro di Callati, Audata è stata la prima moglie di Filippo II di Macedonia. Ateneo riporta il suo nome all'inizio della lista delle mogli del re di Macedonia, prima di quello di Fila di Elimea.
Non è nota con certezza la famiglia di origine di Audata, ma la storiografia moderna è concorde nell'ipotizzare un suo legame di parentela con Bardylis, il re dei Dardani sconfitto ed ucciso da Filippo nella Battaglia della valle di Erigone (359 a.C.). Il matrimonio tra Filippo e Audata avvenne infatti in seguito a quel combattimento, che sancì la vittoria dei macedoni sugli illiri, dopo la disastrosa sconfitta di Perdicca III di alcuni anni prima. Tale matrimonio suggellò l'alleanza tra i due popoli, per cui si suppone che Audata fosse una figlia di Bardylis, o molto più probabilmente una nipote, vista l'età molto avanzata del re illiro al momento della sua sconfitta e morte.
Non sono note altre informazioni su Audata, se non il fatto che da lei Filippo ebbe la figlia Cynane, moglie di Aminta IV e madre di Euridice II. Fozio di Costantinopoli, nel suo riassunto di Arriano, riporta che la madre di Cynane si chiamava anch'ella Euridice, come la figlia: non è noto se si tratti di un errore del bibliografo bizantino, oppure se effettivamente Audata avesse mutato il suo nome illiro nel nome macedone di Euridice.